# Сусуму Тонегава
Сусуму Тонегава (利根川 進, енгл. Tonegawa Susumu, рођен 5. септембра 1939. године) је јапански научник и добитник Нобелове награде за физиологију или медицину, 1987. године, за откриће генетичког механизма који производи разноликост антитела.Иако је добитник Нобелове награде за истраживања у имунологији, Тонегава је молекуларни биолог који се сада бави истраживањима на пољу неуронаука, испитујући молекулску, ћелијску и неуронску основу формирања и повратка меморије. 

## Младост и образовање
Тонегава је рођен у Нагоји, Јапан и похађао је средњу школу за дечаке и девојчице у Токију.
Док је студирао на Кјото Универзитету, постао је фасциниран теоријом оперон након читања радова Жакоба Франсуа и Жака Моноа, којима дугује интересовање за молекуларну биологију. Дипломирао је на Кјото Универзитету 1963. године и због ограничених могућности настављања студија у Јапану, прешао је на Универзиет у Калифорнији, у Сан Дијегу на докторске студије. Докторску дисертацију завршио је 1968. године.

## Каријера
Тонегава је спровео своја пост-докторска истраживања на Салк Институту у Сан Дијегу, у лабораторији Рената Дулбека. Захваљујући охрабрењу доктора Дулбека, Тонегава је прешао на Институт за имунологију у Базелу, у Швајцарској 1971. године, где се са молекуларне биологије пребацио на студије имунологије и спровео истраживања у имунологији која су обележила његов рад.
Године 1981. постао је професор на Масачусетском технолошком институту, а 1994. године је именован за првог директора Масачусетског центра за учење и памћење који се под његовим руководством развио у Пиковер институт за учење и памћење (енгл. The Picower Institute for Learning and Memory). Напустио је место директора 2006. године и тренутно ради као професор неуронаука и биологије и као истраживач на Институту за медицину Хауард Хју.
Тонегава је такође био директор RIKEN Научног института о мозгу, од 2009. до 2017. године.

## Истраживање

### Откриће разноликости имунитета
Рад за који је Тонегава добио Нобелову награду објаснио је генетички механизам стеченог имуног система, што је било кључно неразјашњено питање у имунологији преко 100 година. Пре његовог открића, постојала је идеја која је за објашњење стеченог имуног система указала на то да сваки ген кодира један протеин, међутим, постоји око 19.000 гена који поред тога могу да продукују на милионе антитела. У експериментима започетим 1976. године, Тонегава је показао да се генетички материјал мења како би формирао милионе протеина. 
Упоређивањем ДНК Б-лимфоцита миша, на ембрионалном и адултном ступњу развића, уочио је да су гени зрелог Б лимфоцита адулта премештени, рекомбиновани и избрисани како би формирали разноликост различитих региона антитела. Године 1983. Тонегава је такође открио транскрипциони елемент појачавања асоциран са генским комплексом антитела, први ћелијски елемент појачавања.

### Неуронауке
Године 1990. Тонегава је поново променио своју област интересовања са имунологије на неуронауке, на којој је био фокусиран наредних година.
Тонегавина лабораторија прокрчила је пут појаве технологија о трансгенима и "нокаут" (енгл. knockout) генима у системима органа сисара. У свом ранијем раду показао је значај CaMKII (калцијум-калмодулин зависна киназа II)(1992) и NMDA рецептора (1996) у формирању меморије.
Тонегавина лабораторија открила је да су дендрити спиналних неурона слепоочног режња кортекса могућа мета за лечење синдрома фрагилног Х-хромозома (скраћено FXS). Са једном дозом инхибитора FRAX586, Тонегава је показао значајну редукцију синдрома на моделу миша.
Тонегава је био међу првим присталицама оптогенетике и биотехнологије у истраживањима везаним за неуронауке, што га је довело до револуционарног рада на идентификовању и манипулацији меморијских енграм ћелија (енгл. Memory engram cells).
Године 2012. његова лабораторија демонстрирала је да је активација специфичних субпопулација неурона хипокампуса миша, обележена током класичног условљавања, довољна да изазове бихевиорални одговор повезан са одговарајућом путањом у меморији. Ово је по први пут потврдило да су информације о меморији складиштене у специфичним ћелијским компартментима хипокампуса, који се данас често називају меморијске енграм ћелије.

## Приватни живот
Сусуму Тонегава данас борави у Бостону са својом женом Мајуми Јошинари Тонегава (енгл. Mayumi Yoshinari Tonegawa), која је радила као директор/новинар јапанске јавне телевизије NHK, а сада је хонорарни научни писац. Имају троје деце.

## Награде
- 1982 - Луиса Грос Хорвиц награда (енгл. Louisa Gross Horwitz Prize)
- 1983 - Међународна награда Гарднер фондације (енгл. Gairdner Foundation International Award)
- 1984 - Орден културе (енгл. Order of Culture (Bunkakunsho), Emperor of Japan)
- 1984 - инострани сарадник, Америчка Академија Наука и Уметности Сједињених Америчких Држава[5]
- 1986 - инострани сарадник, Национална Академија Наука Сједињених Америчких Држава[6]
- 1986 - Роберт Кох награда (енгл. Robert Koch Prize)
- 1987 - Ласкерова награда за основна истраживања у медицини (енгл. Albert Lasker Award for Basic Medical Research)
- 1987 - Нобелова награда за физиологију или медицину
- 1995 - Почаствован на маркици издатој у Гамбији[7]
- 1998 - енгл. HHMI Alumni Award[8]
- 2004 - Почасна диплома Кјото Универзитета (енгл. Honorary Degree, Kyoto University)
- 2006 - члан Америчког друштва за развој наука (енгл. American Association for the Advancement of Science)
- 2007 - енгл. RIKEN Fellow
- 2009 - Почасна диплома Универзитета у Хонг Конгу (енгл. City University of Hong Kong)
- 2010 - Дејвид М. Бонер награда за животно дело (енгл. David M. Bonner Lifetime Achievement Award, UCSD)